# Гойман, Эрнст
Эрнст Альберт Гойман (нем. Ernst Albert Gäumann; 6 октября 1893 — 5 декабря 1963) — швейцарский миколог и фитопатолог.

## Биография
Эрнст Гойман родился 6 октября 1893 года в коммуне Лис. Детство Эрнста проходило в Тегерчи. Учился в городе Биль, затем поступил в Бернский университет. В 1917 году Гойман под руководством Эдуарда Фишера (1861—1939) получил степень доктора философии. Его диссертация была посвящена виду Peronospora parasitica, который он разделил на 52 таксона, 48 из которых были описаны впервые. Затем Эрнст учился в Швеции, США и Азии, с 1919 по 1922 год работал фитопатологом в Бейтензорге (ныне Богор). Затем Эрнст на протяжении 5 лет работал на фитопатологической станции в Цюрихе. В 1926 году Эрнст написал пособие по микологии, впоследствии переведённое на английский язык К. У. Доджем, Vergleichende Morphologie der Pilze. В 1927 году он был назначен профессором ботаники Федерального технического института в Цюрихе. В 1929 году Гойман и Э. Фишер издали книгу, посвящённую Г. де Бари, Biologie der Pflanzenbewohnenden Parasitischer Pilze. Другой известной работой Гоймана является Pflanzliche Infektionslehre 1946 года, в 1950 году также переведённая на английский язык. В 1949 году он издал работу, посвящённую эволюции грибов. Рукопись второго издания этой работы была закончена незадолго до смерти Гоймана, оно было выпущено лишь летом 1964 года. Эрнст Гойман скончался 5 декабря (по другим данным — 6 декабря) 1963 года после продолжительной болезни.

## Некоторые научные публикации
- Gäumann, E.A. (1923). Beiträge zu einer Monographie der Gattung Peronospora Corda. Beiträge zur Kryptogamenflora der Schweiz 5 (4): 1-360, 166 figs.
- Gäumann, E.A. (1926). Vergleichende Morphologie der Pilze. 626 pp., 398 figs. Germany, Jena; Gustav Fischer.
- Gäumann, E.A.; Dodge, C.W. (1928). Comparative Morphology of the Fungi. i-xiv, 1-702, 406 figs. UK, London; McGraw-Hill Book Co.
- Gäumann, E.A. (1959). Die Rostpilze Mitteleuropas. Beiträge zur Kryptogamenflora der Schweiz 12: 1407 pp.
- Gäumann, E.A. (1964). Die Pilze. Grundzüge ihrer Entwicklungsgechichte und Morphologie. Edn 2. 541 pp., 610 figs. Switzerland, Basel; Birkhauser Verlag.

## Роды грибов, названные в честь Э. Гоймана
- Gaeumannia Petr., 1950 [syn.  Melchioria Penz. & Sacc., 1897]
- Gaeumanniella Petr., 1952
- Gaeumannomyces Arx & D.L.Olivier, 1952